# Зимовище (разъезд)
Зимовище — закрытый разъезд (остановочный железнодорожный пункт) Юго-Западной железной дороги на линии Чернигов—Овруч, расположенный в упразднённом селе Зимовище.

## История
Остановочный пункт был открыт в 1958 году на действующей ж/д линии Чернигов—Овруч. По состоянию местности на 1986 год: на топографической карте лист М-36-013 остановочный пункт обозначен. Закрыт после Аварии на ЧАЭС 1986 года.

## Общие сведения
Разъезд имел 2 пути — сейчас 1 путь, другой разобран. Было станционное помещение (сейчас развалины).

## Пассажирское сообщение
Станция закрыта.